# El Alcázar
Pour l’article homonyme, voir Alcazar.
El Alcázar est un quotidien espagnol publié entre 1936 et 1987.
Apparu pendant le siège de l'Alcazar de Tolède, après la fin de la guerre civile il est publié à Madrid. Il devient dans les années 1960, durant le franquisme, l'un des principaux journaux publiés dans la capitale espagnole, atteignant des tirages importants. Par la suite, après la mort de Franco, il devient l'un des principaux outils médiatiques de l'extrême droite pour encourager l'idée d'un coup d'État contre la transition démocratique.

## Histoire

### Fondation et premières années
Le journal est fondé en juillet 1936, pendant le siège de l'Alcazar de Tolède, par le commandant d'infanterie Víctor Martínez Simancas. Le premier numéro paraît le 26 juillet 1936 et le journal cesse d'être publié après son 63e numéro, le 27 septembre de la même année,.
Sa mise en arrêt coïncide avec la conquête de Tolède par les forces « nationalistes » et la libération des assiégés de l'Alcazar. Cependant, il est à nouveau publié le 28 septembre, poursuivant la numérotation du journal publié pendant le siège.  À partir de ce moment, il devient pendant quelques mois l'organe des requetés à l'initiative du capitaine Aurelio José González de Gregorio, son premier directeur étant Jorge Claramunt, sous le titre de Diario del Frente de Madrid (« Journal du front de Madrid »). Après la fin de la guerre civile espagnole, le ministre de l'Intérieur Ramón Serrano Suñer autorise le 14 mai 1939 le transfert d'El Alcázar à Madrid avec l'indication expresse de paraître l'après-midi et d'incorporer dans son équipe le personnel des anciens journaux La Nación. et le carliste El Siglo Futuro. Le 19 juin 1939 paraît le premier numéro d'El Alcázar à Madrid.
Ces contraintes pèsent sur le journal avec un excès de personnel (il a deux fois plus de rédacteurs que les autres), ce qui suscite une rude concurrence avec d'autres journaux madrilènes du soir, comme Informaciones, Madrid, Pueblo . En outre, des confrontations ont lieu entre le directeur Jesús Evaristo Casariego d'une part, et les gestionnaires, le général José Moscardó et la Hermandad de Nuestra Señora Santa María del Alcázar. Durant les années de la Seconde Guerre mondiale, le journal maintient une ligne éditoriale catholique, traditionaliste et « violemment antisoviétique », avec un tirage de 45 000 exemplaires.
Au début de 1945, le journal est loué à un groupe dirigé par Ramón Sierra Bustamante (journaliste et ancien gouverneur civil de Guipuscoa ), qui en devint le nouveau directeur. La tentative échouaeet le 12 octobre 1945, la société Papelera Española saisit El Alcázar pour non-paiement du papier consommé. Il reparaît le 16 octobre, grâce aux efforts de la Hermandad et des éditeurs, qui payent une partie de la dette et obtiennent un report de celle-ci. Editorial Católica, maison d'édition responsable de sa confection, accorde également un sursis sur sa dette et continue de l'imprimer.[réf. nécessaire]

### Coopérative El Alcázar
Aucune entreprise ne souhaitant prendre en charge une affaire aussi ruineuse et la Hermandad manquant de moyens, les éditeurs forment une société coopérative le 9 novembre 1945. En 1946, José de las Casas, alors directeur, demande l'aide de l'État qui lui permet de rembourser la dette envers Papelera Española et de continuer à paraître en 1947, mais la dette envers Editorial Católica persiste, de sorte que le 1er décembre 1947 la rédaction est transférée au siège du journal Arriba, située au 14 rue Larra, et est dès lors lors imprimée dans ses ateliers. L'administration du journal reste au 4 rue Alphonse XI (qui abrite également la rédaction du journal Ya). Ils publient avec humour : « Nous avons changé d'adresse. En seulement 24 heures. Nous avons beaucoup d'influence. Nous ne sommes plus là où nous étions. Nous avons pris de la hauteur. Nous sommes en haut [arriba]...». Esteban Pérez González, membre du Conseil Supérieur de Coopération, est conseiller juridique de la coopérative.
Toutefois, cela ne résout pas les problèmes économiques. Le journal est limité par le fait qu'il doit dépendre de la Hermandad y de la Unión Nacional de Cooperativas (« Confrérie et de l'Union Nationale des Coopératives »), ce qui réduit encore davantage la marge de manœuvre, déjà limitée, que le régime leur accorde, et les ventes continuent à baisser (tandis que le reste des journaux madrilènes voient leurs ventes augmenter de 1946 à 1948, El Alcázar passe de 10 359 à 7 501 exemplaires). En janvier 1949, José Moscardó et la Hermandad parviennent à un accord pour céder le journal à Jesús Obregón, Carlos Pinilla et Agustín Pujol, qui fondent Prensa y Ediciones (PESA), à laquelle, outre Carlos Pinilla, participera José María Fernández dit «El Pontico» et quelques membres de l'Opus Dei. Cette entreprise publiera le journal jusqu'au 27 septembre 1968, date à laquelle, sur ordre du gouvernement, elle reviendra à la Hermandad.[réf. nécessaire]

### Franquisme tardif et transition
Carlos Soria, qui avait assumé le poste de conseiller délégué du journal, propose à José Luis Cebrián Boné la direction du journal. Son arrivée à la tête du média en 1963 est suivie de l'adoption d'une ligne éditoriale plus ouverte et libérale. Cebrán permet au journal du soir de devenir un journal populaire, qui pratique, selon les termes de Cebrián lui-même, un « journalisme 3D » : dynamique, documenté et divertisssant («dinámico, documentado y divertido»). Pendant une courte période entre 1966 et 1968, El Alcázar s'ouvre aux tendances aperturistas au sein du régime franquiste — les partisans d'une ouverture du régime — et fait partie de la dite « presse indépendante » aux côtés du journal Madrid et de Nuevo Diario. C'est à cette époque qu'El Alcázar connaît son plus grand succès auprès du public, atteignant une moyenne de 110 000 exemplaires en 1968. Les clés de son succès étaient son design innovant et attrayant (qui comprenait le supplément jeunesse Chío), ses reportages sur la politique internationale, ses promotions et sa ligne éditoriale indépendante. Cependant, c'est précisément à cause de cette indépendance que le journal est à nouveau saisi par la Presse du Movimiento en 1968 (son directeur étant désormais Lucio del Álamo ) et se rapproche une fois de plus de la ligne dure du régime. L'année suivante, Girón, Milans del Bosch et Miguel Moscardó font l'acquisition du journal.[réf. nécessaire]
À partir de 1971, le journal est dirigé par Antonio Gibello. En 1975, il est acquis par la Confédération nationale des confréries des ex-combattants et, après la mort de Francisco Franco, il devient le moyen d'expression du dénommé Búnker, groupe de dirigeants franquistes, militaires et anciens combattants opposés à l'ouverture vers un régime démocratique. Cette période coïncide avec la fermeture du journal officiel Arriba, ce qui permet à El Alcázar de prendre sa place comme journal des sympathisants phalangistes, et de consolider son rôle de principal journal d'extrême droite. Il en vient à rivaliser avec l'important journal d'extrême droite El Imparcial.
Entre 1980 et 1981, El Alcázar publie des articles du collectif « Almendros », incluant de fréquentes harangues défendant un coup d'État Au cours de ces années, le directeur du journal est Antonio Izquierdo — entre 1977 et 1987 —, qui, après la dissolution de Fuerza Nueva, utilise le journal pour promouvoir le parti Juntas Españolas (en).

### Disparition
En 1987 le journal disparaît en raison de problèmes financiers, principalement dus à la baisse du nombre de lecteurs et à la discrimination dont il souffre en matière de publicité institutionnelle. Cette discrimination est reconnue par un arrêt du Tribunal suprême de 1994, qui accorde à l'éditeur une indemnisation de 2 958 395 142 pesetas de la part de l'État. Toutefois, le journal ne reparaît pas et l'argent reçu est utilisé pour payer les créanciers. Le dernier rédacteur en chef d'El Alcázar est Félix Martialay, qui fonde en 1991 l'hebdomadaire La Nación.

## Collaborateurs
Parmi les collaborateurs du journal figurent José Luis Navas, Jorge Claramunt, Jesús Evaristo Casariego, Jesús Ercilla, José Molina Plata, Jesús María Zuloaga, José Luis Cebrián Boné, Lucio del Álamo, Antonio Gibello, Antonio Izquierdo, Fernando Vizcaíno Casas, Enrique Jardiel Poncela, correspondant de Manuel Penella de Silva dans l'Allemagne nazie,   Rafael García Serrano, Eduardo García Serrano, Ismael Herraiz, Joaquín Aguirre Bellver, Luis de Castresana, Waldo de Wed,  Luis Climent Cicujano, Antonio D. Olano, José Antonio Gurriarán, Alfonso Sánchez Martínez, Germán Lopezarias, Ángel Ruiz Ayúcar, Alfonso Paso, « Yale », Manuel Díez Crespo et Fernando Sánchez Dragó.[source insuffisante]